# Ameriški brest
Ameriški brest (znanstveno ime Ulmus americana) je predstavnik brestov, ki izvorno raste na vzhodu Severne Amerike. Zraste do več kot 30 m visoko in ima dežnikasto krošnjo.
Bližnji sorodnik je dolgopecljati brest iz Evrope.
Vrsta je nekoč obilno preraščala poplavne ravnice severovzhodnega dela Združenih držav Amerike, v prvi polovici 20. stoletja pa jo je zdesetkala holandska bolezen brestov, ki še vedno ogroža sestoje, zato velja ameriški brest za ogroženo vrsto. Mlajša drevesa so odpornejša na bolezen in se razmnožujejo preden dosežejo polno velikost ter podležejo, tako da neposredne nevarnosti za izumrtje ni, so pa preživeli primerki občutno manjši.